# Xylotrechus pavlovskii
Xylotrechus pavlovskii är en skalbaggsart som beskrevs av Plavilstshikov 1954. Xylotrechus pavlovskii ingår i släktet Xylotrechus och familjen långhorningar. Inga underarter finns listade i Catalogue of Life.